# Burgruine Klingenberg
Die Burgruine Klingenberg ist eine im 11. Jahrhundert vermutlich von den Herren von Perg errichtete Höhenburg etwa 2,3 Kilometer nordöstlich von St. Thomas am Blasenstein im Bezirk Perg im Mühlviertel in Oberösterreich.

## Lage
Die Ruine befindet sich auf einer bewaldeten Hügelkuppe etwa gleich weit von St. Thomas am Blasenstein und Pabneukirchen entfernt. Vom Mayrhof bzw. Forsthaus in Klingenberg (Adresse Untermaseldorf Nr. 7) ist die Ruine in etwa fünfzehn Gehminuten auf einer Forststraße zu erreichen.
Von der Burg Klingenberg hat man Sichtkontakt zur Burg Clam im Süden und zur Burg Ruttenstein im Norden, was im Mittelalter von strategischer Bedeutung war.

## Geschichte

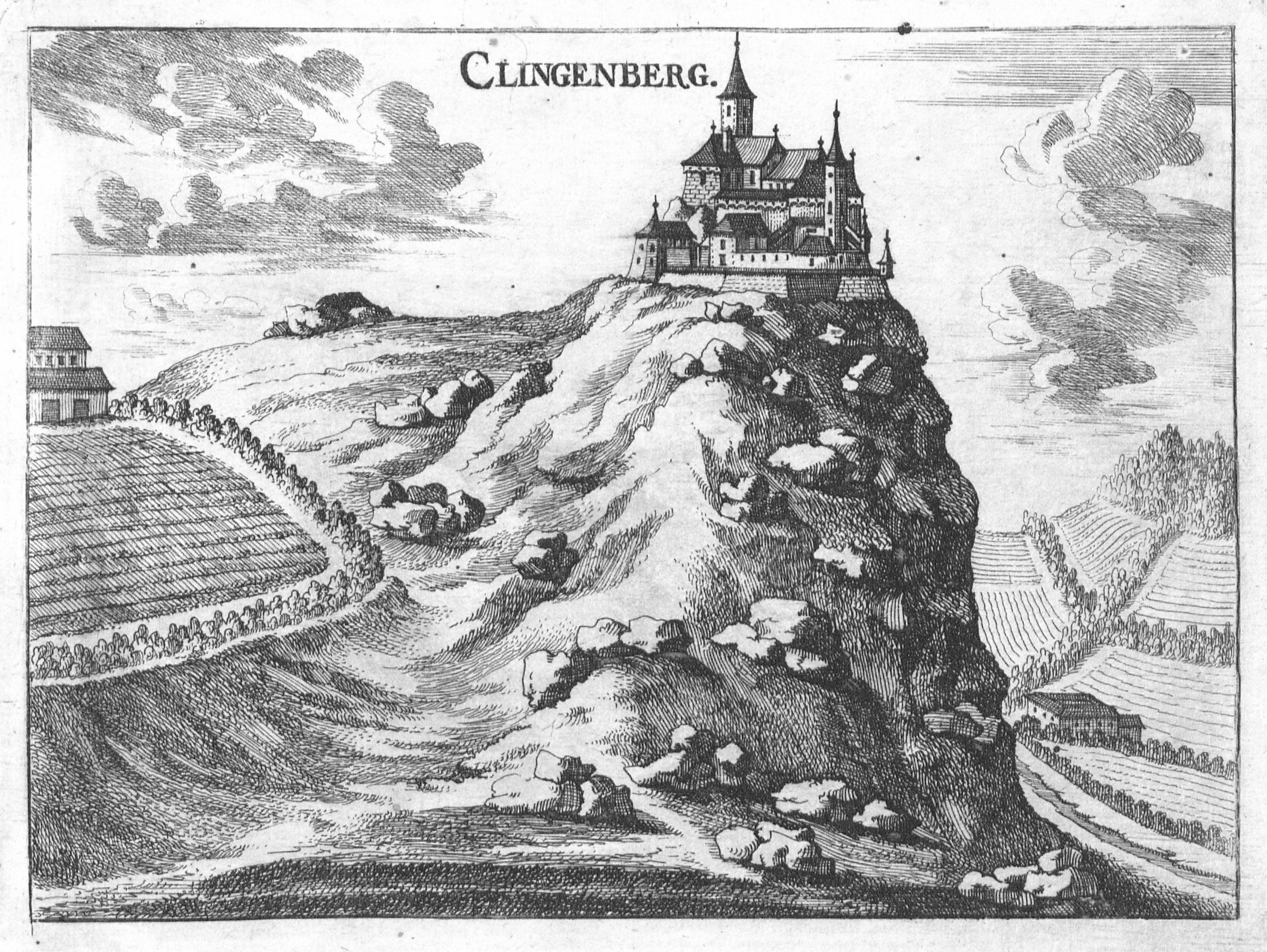
Klingenberg um 1674, Ansicht von Süden. Stich von G.M.Vischer

Burg Klingenberg wurde im 11. Jahrhundert von dem Adelsgeschlecht der Herren von Perg und Machland erbaut und bewohnt. Im Erbweg gelangte die Anlage danach zunächst an das Geschlecht der Familie Clam-Velburg, dessen letzter Erbe Graf Ulrich 1217 vom Kreuzzug von Damiette nicht mehr zurückkehrte, wonach Klingenberg an Herzog Leopold VI. überging. Im landesfürstlichen Urbar von 1220/40 wird der Besitz aufgelistet, der zur Herrschaft Klingenberg gehörte, nämlich 13 Lehen und sechs Hofstätten. Klingenberg blieb zunächst in herzoglichem Besitz und gelangte so über die Babenberger und Ottokar Přemysl an die Habsburger. König Rudolf I. verpfändete Klingenberg 1276 als Mitgift seiner Tochter Katharina an Herzog Otto von Bayern. Nach deren Tod erhielt Herzog Albrecht I. die Herrschaft zurück, die danach mit anderen Besitztümern an die Herren von Walsee verpfändet wurde, welche die Burg bis 1358 besaßen. Der Pfandbrief wurde in diesem Jahr von Herzog Albrecht II. eingelöst, die Burg aber wenig später an den Hauptmann ob der Enns Hans von Traun verpfändet. 1395 gab Herzog Albrecht III. Klingenberg den Brüdern Wenzel und Ernst Preuhafen lebenslang zum Leibgedinge, im Tausch gegen andere Güter und für die Verpflichtung, die Burg instand zu halten. Der Pfandbesitz wechselte später an mehrere Adelsgeschlechter: die Rohrbacher (ab 1433), danach die Neudecker, die Liechtensteiner (bis 1490), die Schneckenreuter, und die Prüschenk (ab 1491). 1500 wechselte der Pfandbesitz an Laßla Prager auf Grafschaft Windhaag bei Windhaag bei Perg. Die lange Besitzerliste setzt sich fort: 1524 kam Klingenberg an Achaz von Losenstein, 1527 an den Steyrer Bürger Georg Kremser, dem 1536 Sebastian Kremser folgte.
1588 erwarb Lorenz Schütter Herrschaft Klingenberg samt Markt und Pfarre Münzbach mit nachstehendem Kaufvertrag:

„10. August 1588, Crauiston an der polnisch-reussischen Grenze: Erzherzog Maximilian, König von Polen, lässt dem Lorenz Schütter, Oberdreissiger zu Ungarisch-Altenburg und durch 22 Jahre seiner Schwester der Königin von Frankreich und seines Bruders Ernst Diener, der für den Erzherzog den Kaufbetrag für die Herrschaft Klingenberg vermöge Kaufvertrages mit Kaiser Rudolf II. vom 11. März 1588 im Betrag von 12204 Gulden 6 lb. 20 d. am 19. März in das Vizedomamt in Wien aus seinen eigenen Mitteln ausgezahlt hat, durch seinen Kämmerer Hans Jakob Löbl zu Greinburg erblich einantworten zu freiem Eigentum. Unterschrift des Erzherzogs“

Unter den angesichts der Türkengefahr 1594 ausersehenen Fluchtburgen wird auch Klingenberg genannt. 1630 wurde Klingenberg samt dem Markt Münzbach an das Chorherrenstift Waldhausen verkauft. Das Stift zog die Verwaltung aus der Burg ab und überließ die Anlage dem Verfall. In der Folge wurde Klingenberg meist nur mehr von Torwärtern bewohnt. 1750 wurden insgesamt 47 Untertanenhäuser genannt, die zur Herrschaft Klingenberg gehörten. Brand und Blitzschlag beschleunigten den weiteren Verfall der Anlage, die gelegentlich noch von Amtmännern bewohnt wurde. Nach der Aufhebung des Klosters Waldhausen durch Kaiser Joseph II. gingen die Herrschaft, die Burg und der Meierhof zu Klingenberg sowie der dazugehörige Wald an das Domkapitel Linz, das bis heute noch Eigentümer Klingenbergs ist. 1855 stürzte ein Teil des Bergfrieds ein. Bis ins 20. Jahrhundert war die Burg noch von armen Inwohnerleuten bewohnt, bis Klingenberg gänzlich zur Ruine verkam.

## Beschreibung

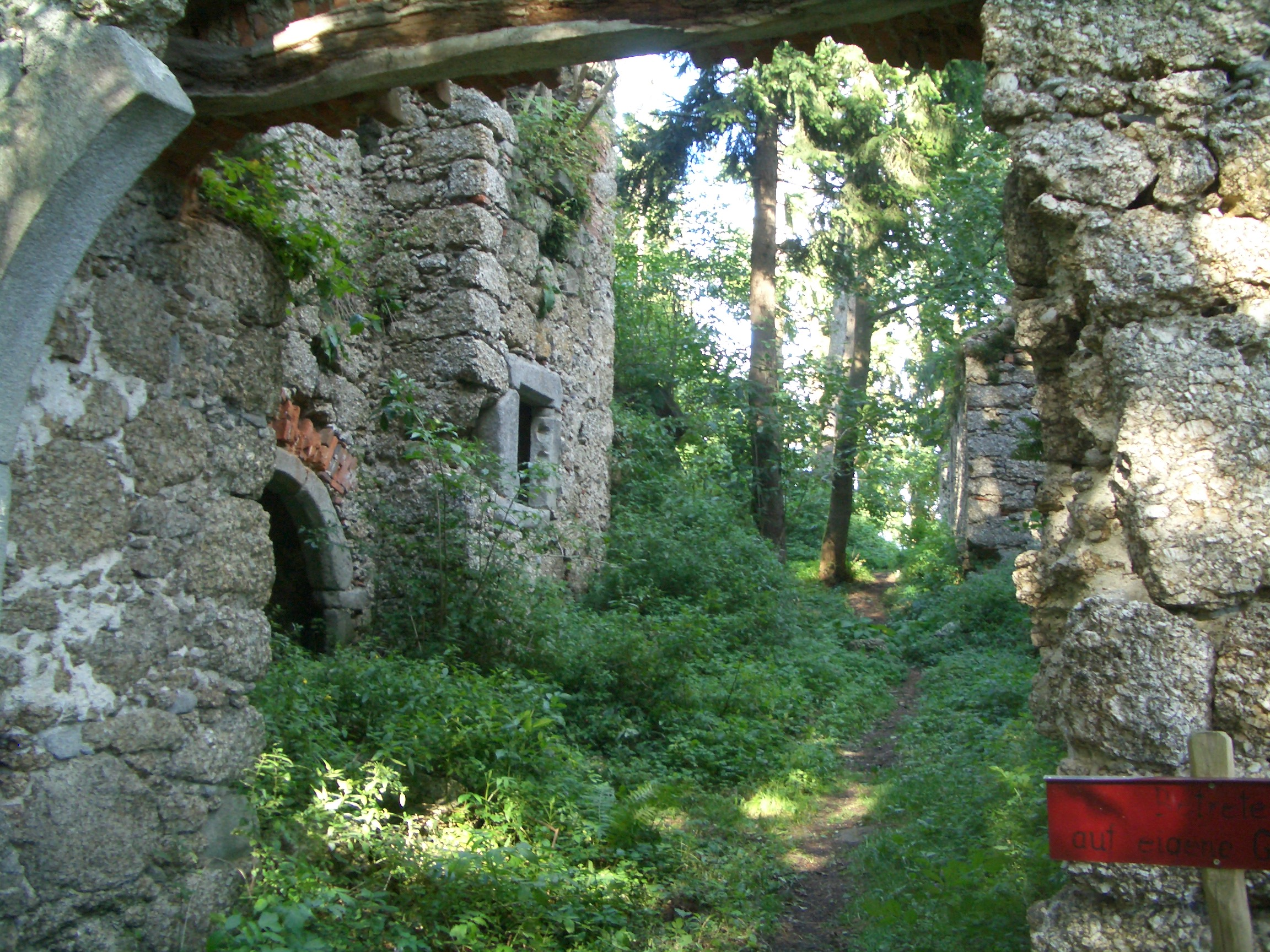
Gotisches Eingangstor (vor der Instandsetzung)

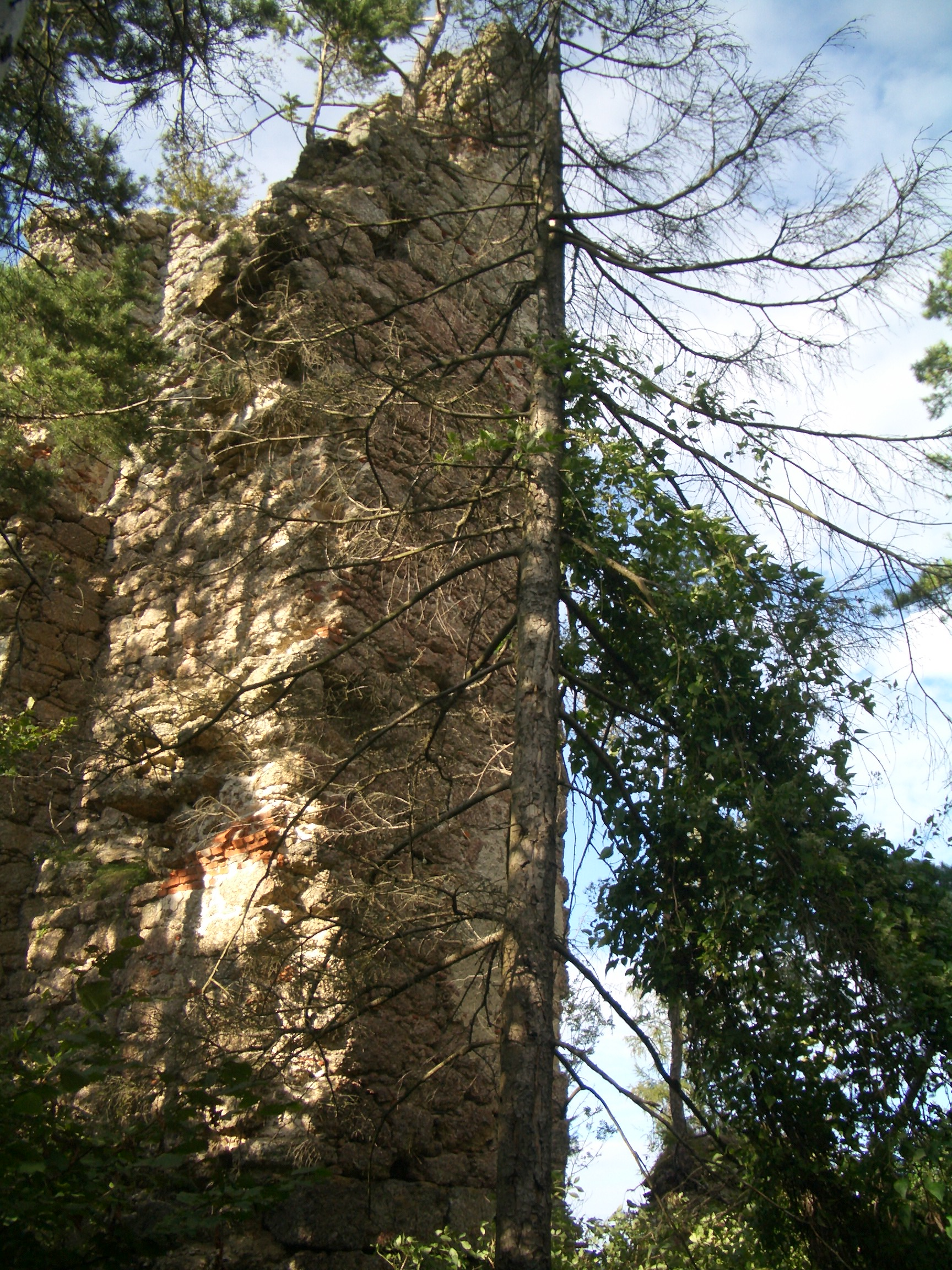
Bergfried (vor der Instandsetzung)

Die Burganlage wurde auf drei Höhenstufen gänzlich aus Steinquadern errichtet und umfasste eine umbaute Gesamtfläche von 3061 m². Im Westen befindet sich an höchster Stelle der Bergfried. Die Bergfriedsüdhälfte stürzte leider 1855 ab. Die jetzige hölzerne Stiegenanlage anstelle der Südhälfte wurde im Zuge der Instandsetzung eingefügt.
Die erhaltenen hohen Mauerreste des Bergfrieds ragen weit aus der bewaldeten Ruinenumgebung. Von diesem Bergfried ausgehend kennzeichnen gegen Südosten hin drei höhenmäßig absteigende Plateaus die Burganlage.
- Plateau romanische Hochburg (Hauptburg). Anschließend an den Bergfried befanden sich dort der Palas und die Stuben für den Pfleger (Verwalter). Die nordwestliche Palasmauer stürzte mitsamt den Kragsteinen des Wehrgangs und des Abtrittes leider Juni 2013 ein. Grund war Durchnässung. Neben den Herrschafts- und Pflegerstuben vervollständigte die Hochburg u. a. die Burgküche samt Backofen und die Zisterne (8,30 m tief und bis 4 m breit, Fassungsvermögen 44.000 Liter).[3] Das romanische Eingangstor befand sich in der Ostecke der Hochburg.
- Plateau obere (gotische) Vorburg. Mit einem großen ebenen Hofplatz. U.a. mit eigenem Brunnen (angeblich ursprünglich 118 m tief). In der Westecke befanden sich etwas tiefer die Eingangsbauten samt dem gotischen Eingangstor mit Zugbrücke.
- Plateau untere Vorburg. U.a. mit Schmiede, Ställen und Hinterausgang. Das renaissancezeitliche Eingangstor befand sich in der Westecke der Vorburg. Von diesem Eingangstor erhalten blieb nur eine Bodenwelle.

Dank einer privaten Initiative wurde die Ruine seit 2010 vom mächtigen Baumbewuchs befreit, gesichert und möglichst instand gesetzt. Eine Begehung ist aufgrund gesetzlicher Vorschriften nur begleitet und nach Voranmeldung beim „Verein Ruine Klingenberg“ möglich. Obmann des Vereins und „Burgherr“ ist Josef Strasser.

## Persönlichkeiten
- Burkhard von Klingenberg war Marschall des Königreichs Böhmen, 1270/1271 Landeshauptmann im Herzogtum Steiermark und 1274–1276 Hauptmann des Landes ob der Enns.